# Marvin's Maze (système d'arcade)
Marvin's Maze est un système de jeu vidéo d'arcade, créé par la société SNK, et commercialisé en 1983.

## Description
SNK construit son premier système d’arcade autour de l'incontournable Zilog Z80 déjà utilisé par la concurrence, après avoir précédemment développé sur le système de Rock-ola équipé d'un MOS M6502. Il est donc construit autour de trois Zilog Z80, processeur incontournable à l'époque. Un d'entre eux s'occupe du son, les deux autres jouent les rôles de coprocesseurs principaux. Les puces sonores utilisées sont deux General instrument AY-3-8910 et une puce custom SNK Wave fabriquée par la société. 
Un titre célèbre verra le jour sur ce système : Marvin's Maze.

## Spécifications techniques

### Processeur
- Processeur central : 2 x Zilog Z80 cadencé à 3,36 MHz

### Affichage
- Résolution et couleurs :
  - 224 x 288
  - Palette de 288 couleurs

### Audio
- Processeur sonore : Zilog Z80 cadencé à 4 MHz
- Puces :
  - 2 x General Instrument AY-3-8910 cadencé à 2 MHz
  - Puce custom SNK Wave cadencé à 8 MHz
- Capacités audio : Mono

## Liste des jeux
| Titre         | Développeur | Éditeur | Genre | Année |
| ------------- | ----------- | ------- | ----- | ----- |
| Mad Crasher   | SNK         | SNK     |       | 1984  |
| Marvin's Maze | SNK         | SNK     |       | 1983  |
| Vanguard II   | SNK         | SNK     |       | 1984  |